# Suaq Hulu
Suaq Hulu is een bestuurslaag in het regentschap Aceh Selatan van de provincie Atjeh, Indonesië. Suaq Hulu telt 572 inwoners (volkstelling 2010).